# Minas de San Quintín

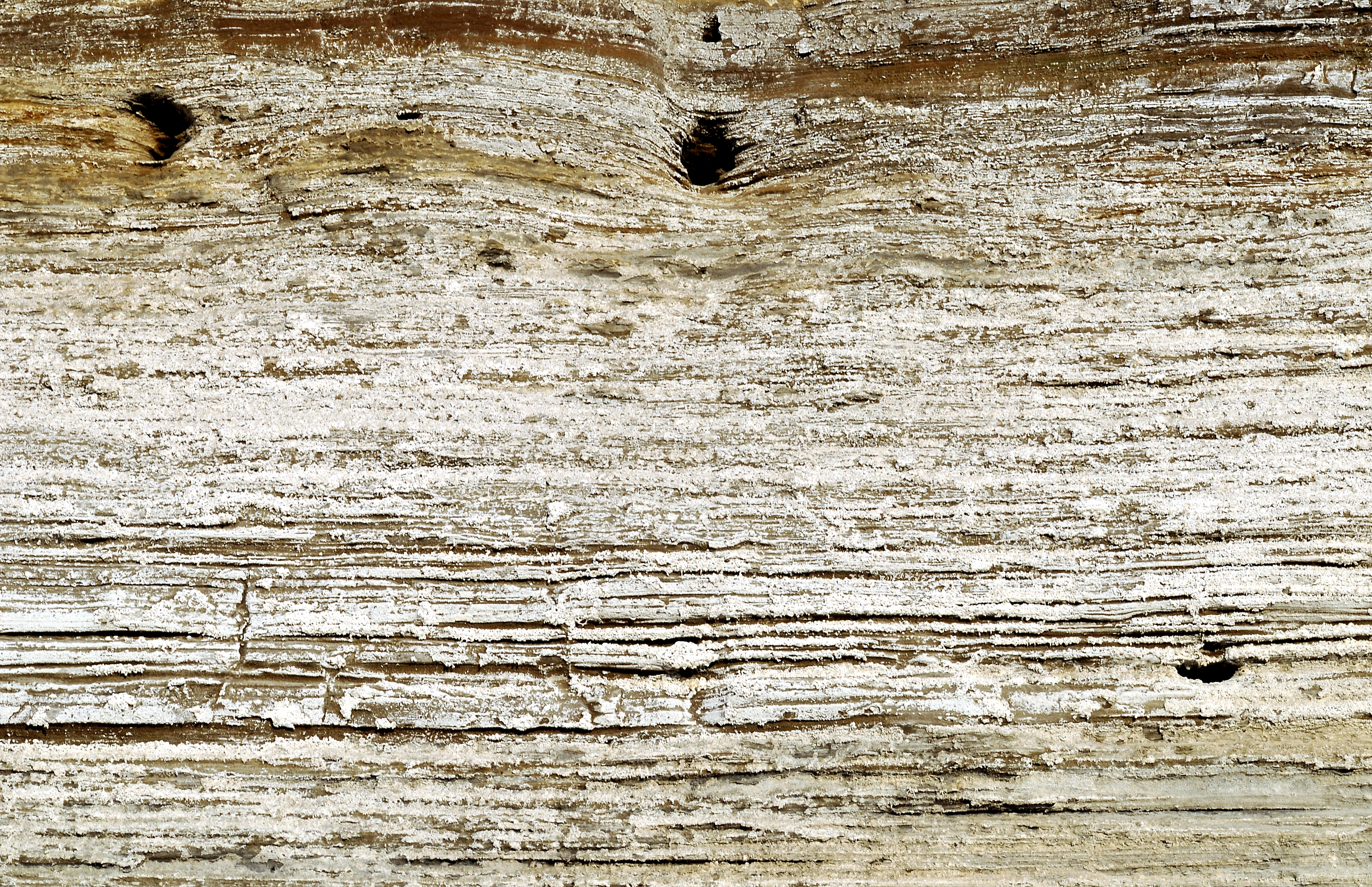
Estratos de depósitos salinos en San Quintín, Cabezarados.

Las minas de San Quintín son unos yacimientos mineros españoles ubicados en la comarca del valle de Alcudia, en los términos municipales de Cabezarados y Villamayor de Calatrava, dentro de la provincia de Ciudad Real. La principal producción minera de la zona fue el plomo y el zinc, viviendo su etapa de apogeo durante el período 1884-1934. En la actualidad los yacimientos están inactivos.

## Características
Los yacimientos de San Quintín se encuentran ubicados en la comarca de La Alcudia y en su momento llegaron a ser una de las zonas mineras más importantes de la región manchega. De hecho, el coto minero de San Quintín constituyó una de las principales áreas productoras de plomo y zinc en España, con una extensión de más de 2.500 kilómetros cuadrados. Los distintos filones existentes fueron explotados a través de tres minas: San Froilán, Don Raimundo y San Matías.

## Historia
Hay constancia de que los yacimientos de la zona ya fueron explotados antes de la conquista romana de Hispania. No obstante, sería bajo administración romana cuando se dieron los primeros trabajos de importancia; durante ese período se llegaron a realizar perforaciones con una profundidad de unos 100 metros. Tras un largo período de inactividad, a partir de mediados del siglo XVI los yacimientos volvieron a estar nuevamente en explotación, siendo extraídos minerales como plata y zinc. A comienzos del siglo XVII la concesión de las minas pasó a manos de la familia Fúcar.
Las minas comenzaron a ser explotadas por la Sociedad Minera y Metalúrgica de Peñarroya (SMMP) en 1884, empresa de capital francés, tras varios años de estudios geológicos de la zona. Las minas contaban con una eficaz instalación mineralúrgica, que incluía un pozo maestro («San Matías»), así como todo un complejo de instalaciones auxiliares. Como resultado de las innovaciones técnicas introducidas, que incluyeron la adopción de la perforación neumática en detrimento de las técnicas manuales, la producción minera aumentó considerablemente: durante el año 1911 se extrajeron más de 30.000 toneladas de concentrados de galena. La compañía francesa llegó a erigir un poblado minero, situado en el término de Cabezarados, que en su momento de apogeo tuvo 1406 habitantes. Dicho poblado contó con escuelas, un puesto sanitario y farmacias, alumbrado público, etc. La SMMP también levantó una línea de ferrocarril que la conectaba las minas con Puertollano.
Al inicio de la década de 1930 se inició el declive de la actividad minera de la zona, proceso que terminaría con el abandono de las instalaciones en 1934.
En 1973 la SMMP-E, una filial de la antigua compañía «Peñarroya», instaló un nuevo lavadero de mineral cerca de las antiguas escombreras de la mina con el objetivo de recuperar el máximo posible de materiales desechados. Mediante este proceso, se lograron obtener 4.221 toneladas de zinc, 10.638 toneladas de plomo y 26,7 toneladas de plata. Además, en este lavadero se trató el cinabrio procedente de las minas de Almadén, cuyos yacimientos también eran propiedad de SMMP-E. En 1988 cesaron completamente las actividades en la mina, quedando desde entonces inactiva.